# Glacier des Dards
Le glacier des Dards est un glacier en voie de disparition de France situé dans le massif des aiguilles Rouges, sous le col des Dards, sur le versant sud-ouest de l'aiguille du Belvédère.